# Clima subàrtic
| Dsc |  | Dsd |  | Dwc |  | Dwd |  | Dfc |  | Dfd |

Mapa del món que mostra les zones de clima subàrtic.

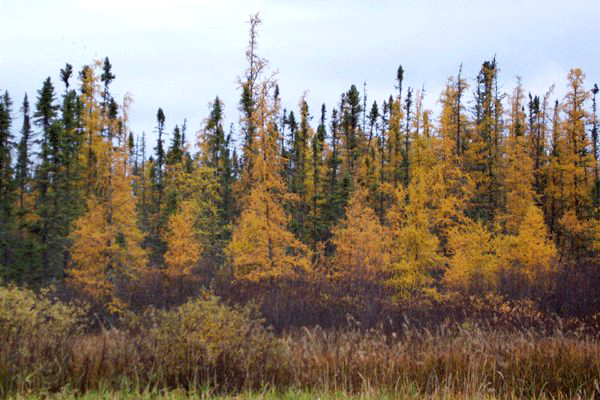
Bosc de làrix, típic de les zones subàrtiques.

El clima subàrtic o clima boreal és aquell tipus de clima de les zones subàrtiques amb característiques intermèdies entre el clima polar i el clima temperat. Es caracteritza per estius curts, però ben definits, i hiverns llargs i molt freds.

## Característiques
El clima subàrtic es troba en l'hemisferi nord entre la latitud 40° i 25° Nord i en l'hemisferi sud en les latituds 20° i 35° Sud.
En aquest clima es donen variacions estacionals de temperatura molt extremes.
- Hivern: Molt llarg, fins a nou mesos, amb temperatures de fins a - 40 °C de mínima. Hi han entre 5 i 7 mesos en els que la temperatura mitjana diària es troba sota zero. Tota la humiditat del terreny i el subsól es glaça fins a profunditats d'uns quants metres. El desgel estival no ateny una temperatura prou alta com per arribar a desgelar poc més d'un metre sota la superfície. Així es forma el permafrost o capa de gel permanent subterrània. La gruixor del permafrost varia de 0,6 to 4 m segons la latitud i tipus de sól. Algunes zones, com la part sud d'Alaska i el nord-est d'Europa es troben a la vora d'oceans amb corrents temperades que fan que els hiverns no siguin tan crus i es pugui practicar el conreu de la terra.

- Estiu: Les temperatures diürnes poden ultrapassar els 30 °C, però aquesta estació és molt curta. A les zones més fredes del subàrtic l'estiu només inclou un sol mes amb una temperatura mitjana diària superior a 10 °C. L'estiu mitjà pot durar entre 45 i 100 dies com a màxim. Tot i dins de l'estiu pot glaçar qualsevol nit a moltes zones.

### Clima subantàrtic
D'una manera ampla el clima subàrtic només es dona a l'hemisferi nord. Per aquesta raó aquest tipus de clima rep sovint el nom de "clima boreal".
L'hemisferi meridional té una manca gairebé total de masses continentals a la seva zona temperada. Es troben poquíssimes àrees amb les característiques del clima subàrtic a les latituds meridionals del planeta, l'excepció, és a dir les zones de clima subàntartic, són llocs molt puntuals i menuts com Terra de Foc (Xile i Argentina), l'extrem sud de Nova Zelanda i, en general, les illes subantàrtiques.

## Precipitacions i acumulacions de glaç
Les temperatures mensuals superen 10 °C durant almenys un mes, i com a màxim tres mesos, de l'any.
Les precipitacions tendeixen a ser minses, sobretot a les zones continentals a causa del baix contingut d'humitat de l'aire fred. Solen ser més abundants als mesos més càlids, amb un màxim estival que va de moderat a Nord-amèrica fins a extrems a l'extrem orient rús.
Excepte a les àrees més humides, les glaceres estan pràcticament absents a causa de la manca de precipitacions hivernals; a les àrees més humides, tanmateix, les glaceres tendeixen a ser molt abundants i la glaciació del Plistocè cobrí fins i tot les elevacions més baixes.

## Vegetació
La vegetació de les zones sotmeses al clima subàrtic és de poca varietat. Solament unes poques espècies poden reeixir a sobreviure a les duríssimes condicions climàtiques de l'hivern subàrtic.
Cal destacar certs arbres, com algunes coníferes i làrix, així com falgueres i molses.
Tot i la poca varietat d'espècies, la taiga de Sibèria, terme que de vegades s'aplica al clima que es troba en eixa zona, és un dels hàbitats forestals més grans del planeta. Aquest mateix tipus de bosc es troba també al Canadà i a algunes zones de la Patagònia xilena.